# Challenger de Segovia 2013
El Open Castilla y León 2013 fue un torneo de tenis profesional que se jugó en pistas duras. Se trató de la 28ª edición del torneo que forma parte del ATP Challenger Tour 2013 . Tuvo lugar en Segovia, España entre el 29 de agosto y el 4 de agosto de 2013.

## Jugadores participantes del cuadro de individuales

### Cabezas de serie
| País                   | Jugador               | Rank1 | Favorito | Posición en el torneo |
| ---------------------- | --------------------- | ----- | -------- | --------------------- |
| Bandera de España      | Pablo Carreño Busta   | 115   | 1        | Campeón               |
| Bandera de Rumania     | Marius Copil          | 137   | 2        | Segunda ronda         |
| Bandera de Kazajistán  | Andréi Golúbev        | 141   | 3        | Segunda ronda         |
| Bandera de Italia      | Flavio Cipolla        | 145   | 4        | Primera ronda         |
| Bandera de Suiza       | Marco Chiudinelli     | 158   | 5        | Semifinales           |
| Bandera de Bielorrusia | Uladzimir Ignatik     | 168   | 6        | Primera ronda         |
| Bandera de Francia     | Florent Serra         | 182   | 7        | Cuartos de final      |
| Bandera de Francia     | Pierre-Hugues Herbert | 218   | 8        | Primera ronda         |

- 1 Se ha tomado en cuenta el ranking del día 22 de julio de 2013.

### Otros participantes
Los siguientes jugadores recibieron una invitación (wild card), por lo tanto ingresan directamente al cuadro principal (WC):
- Iván Arenas-Gualda
- Christian Voinea
- Roberto Ortega-Olmedo
- Ricardo Villacorta

Los siguientes jugadores ingresan al cuadro principal tras disputar el cuadro clasificatorio (Q):
- Alexandros Jakupovic
- Erik Crepaldi
- Mijaíl Yelguin
- David Rice

Los siguientes jugadores ingresan al cuadro principal como alternantes (Alt):
- Alexander Ward
- Iván Navarro

Los siguientes jugadores ingresan al cuadro principal como exención especial (SE):
- Andrés Artunedo

Los siguientes jugadores ingresan al cuadro principal con ranking protegido (PR):
- Albano Olivetti

## Jugadores participantes en el cuadro de dobles

### Cabezas de serie
| País                    | Jugador        | País                    | Jugador           | Rank1 | Favorito | Posición en el torneo |
| ----------------------- | -------------- | ----------------------- | ----------------- | ----- | -------- | --------------------- |
| Bandera del Reino Unido | Jamie Delgado  | Bandera de Alemania     | Frank Moser       | 167   | 1        | Semifinales           |
| Bandera del Reino Unido | Ken Skupski    | Bandera del Reino Unido | Neal Skupski      | 312   | 2        | Campeones             |
| Bandera de Rusia        | Mijaíl Yelguin | Bandera de Bielorrusia  | Uladzimir Ignatik | 330   | 3        | Final                 |
| Bandera de Italia       | Flavio Cipolla | Bandera de Italia       | Alessandro Motti  | 352   | 4        | Primera ronda         |

- 1 Se ha tomado en cuenta el ranking del día 22 de julio de 2013.

## Campeones

### Individual Masculino
- Pablo Carreño Busta  derrotó en la final a  Albano Olivetti por 6-4, 6-2.

### Dobles Masculino
- Ken Skupski /  Neal Skupski derrotaron en la final a  Mijaíl Yelguin /  Uladzimir Ignatik por 6-3, 6(4)-7, [10-6].